# ジョン・マクレヴィ・ブラウン
サー・ジョン・マクレヴィ・ブラウン (英語: Sir John McLeavy Brown、中国語: 约翰・麦克利维・布朗、CMG、1835年11月27日 - 1926年4月6日) は、イギリスの弁護士。イギリスが清国に置いた公使館で通訳を務め、中国名を柏卓安と名乗った。のちに清の貿易関税を監督するロバート・ハート長官（Inspector General of Customsのもとへ所属が変わる（海关总税务司）。さらに清国代表団がアメリカ公使アンソン・バーリンゲーム（繁体字中国語: 蒲安臣）に引率されてヨーロッパとアメリカを使節した時には使節団が帰国するまで随伴する。その後も通訳職を続け、清国から李朝に移っている。イギリスに帰国するまで、朝鮮の財務顧問と税関総監の地位にあった。

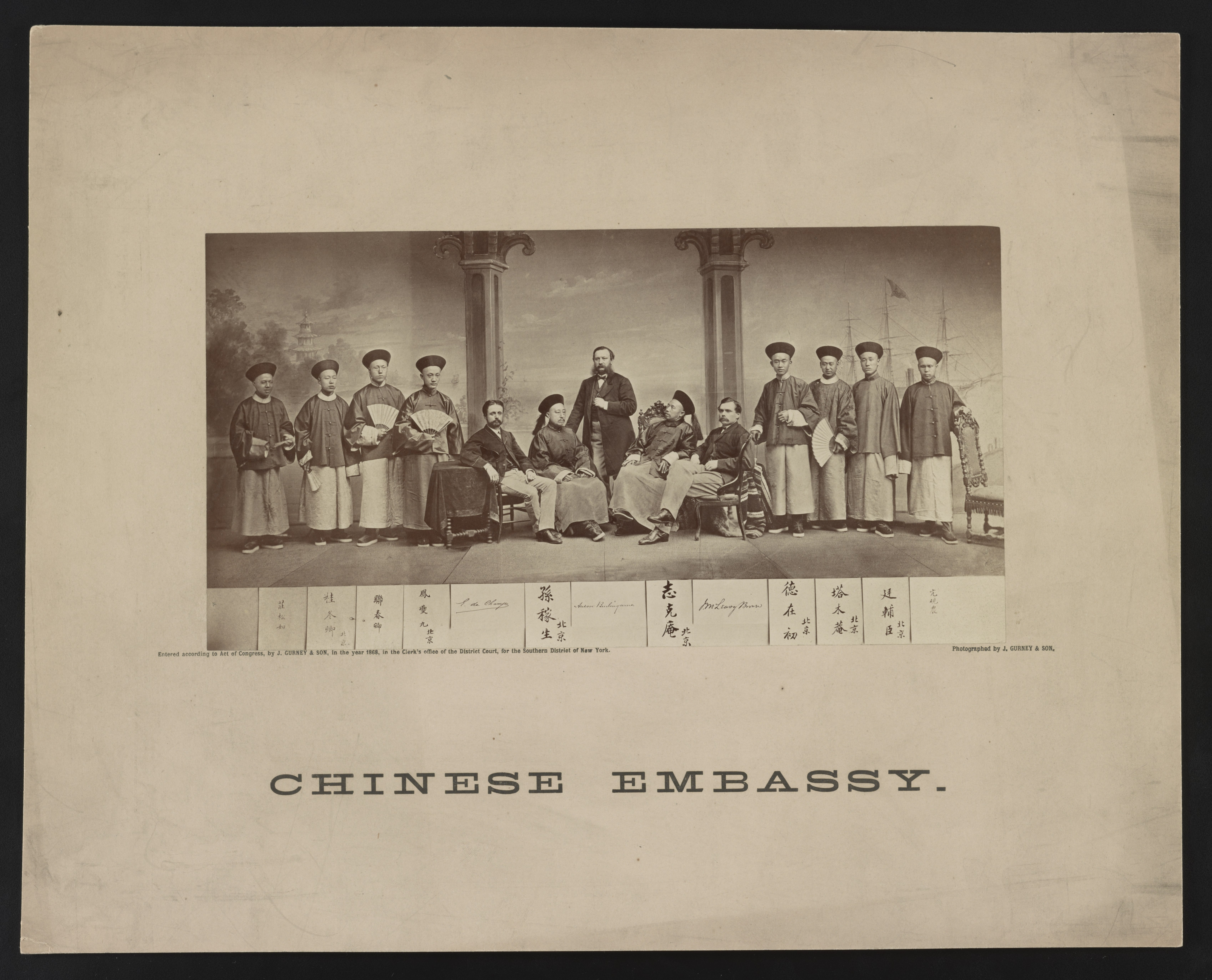
図1＝マクレヴィ・ブラウンは前列右端。同左からデュシャン（アメリカ側代表補佐）、清国側の使節は孫稼生（孫家穀）と志克庵（志剛）。後列中央はバーリンゲーム（アメリカ側の代表）。左右に立つ人々は清側の通訳（1868年、清国アメリカ使節団の集合写真、J・ガーンジーがニューヨークで撮影）

## 経歴
アイルランドのリスバーン郊外（Magheragall）で生まれたブラウンは、クイーンズ大学ベルファストとダブリン大学トリニティ・カレッジに通った。イギリス政府が清国領事館に駐留する通訳を募集すると学業半ばで合格し、清に渡って1861年から学生通訳として在中国イギリス領事館で働き始める。中国語が上達したブラウンは領事館の中国副公使に昇進した。

## 蒲安臣使節団

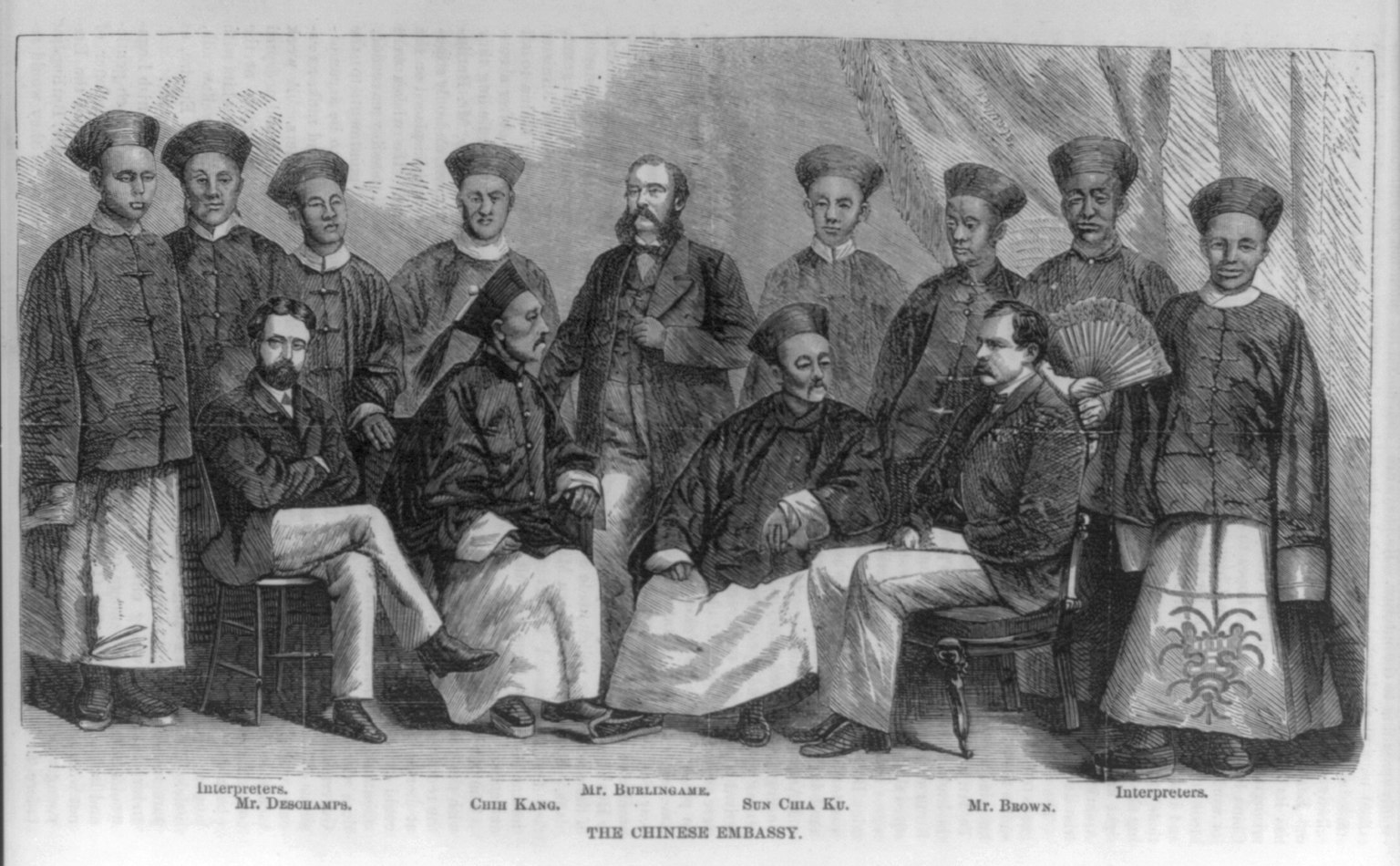
図2＝ブラウンは前列右端

1868年にアンソン・バーリンゲーム駐清アメリカ公使（中国名：簡: 蒲安臣）が一行を案内して、初代の清朝使節団がヨーロッパとアメリカを視察すると決まった。ブラウンは32歳で使節団の参事官（左協理）を拝命した。清側の使節団副使（志剛、孫家穀）は紫禁城で慈禧皇太后と隆慶帝に拝謁して陛辞を受け同年1月5日に北京を出発、ブラウンは1月9日前後に河北省涿郡で同使節団に追いつくと、一行は上海でバーリンゲームの出迎えを受け、夫妻と娘（Gertrude）、またデュシャン補佐夫妻を交え、同月23日に乗船するアメリカ船を待った。
使節団は1869年にヨーロッパに渡り、フランス、ベルギー、スウェーデンとノルウェー、デンマークとオランダを歴訪し、ドイツ帝国に入った。バーリンゲームは1870年、ロシア視察中に客死、ブラウンは視察団を率いて帰国する。

## 清
イギリス政府の仕事は1872年にやめると、1873年4月に中国の税関総税務局（海关总税务司）に転職し1等公使を務め、翌1874年には広州税関副長官（Deputy Commissioner）に任ぜられる。その後、中国のさまざまな税関に転勤して昇進を重ねると、1880年から1882年まで長期休暇をとり、一時帰国する。このときダブリン大学で文学士と法学士を取得し、職場に戻った。再び1888年に休暇を願い出て、同年秋にユニバーシティ・カレッジ・ダブリンから法学博士号を授かった。この間、1884年に清仏戦争が勃発する。

## 李氏朝鮮へ
クイーンズカレッジの同窓で上席であったロバート・ハートから朝鮮の関税局長職に推薦を受け、ブラウンは1893年、朝鮮王の高宗より（後の皇帝）、財務顧問と税関総監の地位を授けられた。まもなく1894年（明治27年）7月25日に日清戦争が勃発、ブラウンは朝鮮の利益を擁護して、日本とロシアに相対（あいたい）した。李王は乙未事変（1895年）に接し、マクレヴィ・ブラウンに国庫の絶対的管理権を預ける勅命に署名を済ませてから、ロシア公使館に身を寄せした。ブラウンはやがて王室の徳寿宮に外国使節謁見用の建物を設けるように助言し、設計家の手配なども進言するに至る。
1897年、駐韓ロシア公使は清の「漢之度支衙門」（税関と財務の統括部門）の人事にロシアから申し入れがあり、顧問をロシア人のヤーリー・シュアンフ（（阿里克谢耶夫＝アリシェエフ）に置き換えさせた。これを度支顾问事件 度支顧問事件と呼び、ブラウンはいったん解任される。ところが後任のロシア人が派遣されてまもなく、ブラウンは呼び戻され復職した。
日露戦争（1904年–1905年）に勝った日本政府は、朝鮮半島に及ぼす影響力をますます強め、ブラウンは1905年8月に財務関係の官職を辞めると韓半島を去った。帰国後、ブラウンは1913年、ロンドンの駐英中国公使館の法律顧問に任用された。その後10年あまりにわたりその地位を保ち、在職のまま1926年に没する。

## 石造殿の建設計画
大韓帝国総経理士を一時解職されて職位に戻った1897年の前後に、ブラウンは外国使節の謁見に用いる建物を徳寿宮に建てるよう働きかける。朝鮮の伝統における外交の考え方と外国使節を接遇するヨーロッパの王室宮殿のありかたは視点が異なり、ブラウンは室内装飾を含めた説明など、また建築計画の基盤整備を進めていく。
ブラウンがイギリスへ帰る前にハーディング（J. R. Harding）が設計士に決まると、新古典主義様式のデザインを施す方針に沿って建物の起工を1900年に迎えた。日本政府の出先機関とも調整しながら1909年に完工、王家への引き渡しは1910年であった。工事費はおよそ100万ウォン、また家具はロンドン（メープル社）から運ばせ、内部工事はイギリス人のローベル監督を立てた。装飾の施工はメープル社が進行し家具と生活小物を納め、電灯設備はクリタル社が担当した。メープル社もクリタル社もイギリス企業である。

## 栄誉栄典
- 聖マイケル・聖ジョージ勲章
- 瑞宝章[20]

## 主な著作
- China, John McLeavy Brown; Alfred Edward Hippisley (1881) (英語) (digital). The working of the Shanghai Office [上海事務所の業務]. Statistical Deptartment of the Inspectorate General, Shanghai ; 上海税関

オープンアクセス版（電子書籍）、または紙書籍あり。

## 関連資料
- J. Gurney & Son (写真家) (1868). "Anson Burlingame with the Chinese ambassadors to the United States" (Document) (英語). New York: s.n. 写真
  - 主題：ウィキメディア・コモンズの画像の原典。中央のアンソム・バーリンゲーム（ Ansom Burlingame）を囲む駐アメリカ中国大使館の職員。背景は書き割りの幕。柱や仏塔、船が描かれている。    - カン・チー Chih Kang 館員
    - ク・スン・チャオ Sun Chia Ku 館員
    - エドゥアール・デュシャン　Edouard de Champ
    - マクレヴィ・ブラウン　McLeavy Brown、イギリス
    - 中国人通訳8人
- J. Gurney & Son (写真家) (1868) (英語) (image), Chinese Embassy 中国大使館, s.n.
  - 主題：ウィキメディア・コモンズの画像の原典。史上初めてアメリカに派遣された使節団。引率者の一覧。    - Anson Burlingame
    - John McLeavy Brown of Ireland,
    - Ferdinand Auguste Emile Deschamps of France
    - 中国人男性10名（画像の下に漢字で氏名を記してある）
    - Chih Kang
    - Sun Chia Ku
    - 通訳たち
- James Hoare; Susan Pares (2008). British Association for Korean Studies. ed (英語) (digital). Korea : the past and the present (韓国の今と昔): selected papers from the British Association for Korean studies. BAKS papers series, 1991-2005. Global Oriental, Folkestone, UK, 2008
  - 1982年設立のイギリス韓国研究協会（British Association for Korean Studies）は論文集9巻を上梓した（1991年-2005年）。内容は大会や研修日、ワークショップの成果である。韓国の今と昔という主題は専門性、課題、興味の範囲を最大限に広げて編集した。
- Ian Nish (著者) (2013) (英語) (digital). Collected writings of Ian Nish. Routledge : Edition Synapse, Oxon [England], 2013
  - This volume of the Collected Writings of Modern Western Scholars on Japan brings together the work of Ian Nish on international relations affecting Japan, Russia, China and Korea in the nineteenth and twentieth centuries
  - 紙書籍あり。